# Жиздринская волость
Жи́здринская волость — административно-территориальная единица в составе Жиздринского уезда Брянской губернии, существовавшая в 1920-х годах.
Административный центр — город Жиздра.

## История
Волость сформирована в середине 1920-х годов, в ходе укрупнения волостей Жиздринского уезда. Объединила исторические Зикеевскую, Кондрыкинскую, Яровщинскую и часть Улемльской волости.
В 1929 году, с введением районного деления, волость была упразднена, а на её территориальной основе был сформирован Жиздринский район Брянского округа Западной области (ныне входит в состав Калужской области).

## Административное деление
По состоянию на 1 января 1928 года, Жиздринская волость включала в себя следующие сельсоветы: Верхнеакимовский, Войловский, Дубровский, Зикеевский, Иночинский, Кондыркинский, Лазинский, Лукавецкий, Люксембургский, Мурачевский, Никитинский, Озерский, Ослинский, Песоченский, Петровский, Поломский, Полюдовский, Улемльский, Хромылевский, Чернопотокский, Яровщинский.